# Saint-Martin-d'Audouville
Saint-Martin-d'Audouville és un municipi francès situat al departament de la Manche i a la regió de Normandia. L'any 2007 tenia 116 habitants.

## Demografia

### Població
El 2007 la població de fet de Saint-Martin-d'Audouville era de 116 persones. Hi havia 52 famílies de les quals 24 eren unipersonals (8 homes vivint sols i 16 dones vivint soles), 8 parelles sense fills, 16 parelles amb fills i 4 famílies monoparentals amb fills.
La població ha evolucionat segons el següent gràfic:
Habitants censats

### Habitatges
El 2007 hi havia 73 habitatges, 56 eren l'habitatge principal de la família, 11 eren segones residències i 6 estaven desocupats. Tots els 72 habitatges eren cases. Dels 56 habitatges principals, 48 estaven ocupats pels seus propietaris, 6 estaven llogats i ocupats pels llogaters i 2 estaven cedits a títol gratuït; 3 tenien dues cambres, 10 en tenien tres, 21 en tenien quatre i 22 en tenien cinc o més. 40 habitatges disposaven pel capbaix d'una plaça de pàrquing. A 22 habitatges hi havia un automòbil i a 21 n'hi havia dos o més.

### Piràmide de població
La piràmide de població per edats i sexe el 2009 era:
| Homes | Edats   | Dones |
| ----- | ------- | ----- |
| 0     | 95 o +  | 0     |
| 0     | 90 a 94 | 4     |
| 0     | 85 a 89 | 0     |
| 12    | 80 a 84 | 0     |
| 4     | 75 a 79 | 12    |
| 0     | 70 a 74 | 12    |
| 0     | 65 a 69 | 0     |
| 0     | 60 a 64 | 4     |
| 8     | 55 a 59 | 4     |
| 4     | 50 a 54 | 8     |
| 8     | 45 a 49 | 4     |
| 0     | 40 a 44 | 8     |
| 4     | 35 a 39 | 0     |
| 0     | 30 a 34 | 4     |
| 4     | 25 a 29 | 4     |
| 4     | 20 a 24 | 0     |
| 0     | 15 a 19 | 0     |
| 4     | 10 a 14 | 4     |
| 4     | 5 a 9   | 0     |
| 0     | 0 a 4   | 4     |

## Economia
El 2007 la població en edat de treballar era de 65 persones, 46 eren actives i 19 eren inactives. De les 46 persones actives 43 estaven ocupades (27 homes i 16 dones) i 3 estaven aturades (2 homes i 1 dona). De les 19 persones inactives 6 estaven jubilades, 5 estaven estudiant i 8 estaven classificades com a «altres inactius».

### Ingressos
El 2009 a Saint-Martin-d'Audouville hi havia 57 unitats fiscals que integraven 116 persones, la mediana anual d'ingressos fiscals per persona era de 14.429 €.

### Activitats econòmiques
Dels 3 establiments que hi havia el 2007, 1 era d'una empresa alimentària, 1 d'una empresa de transport i 1 d'una empresa classificada com a «altres activitats de serveis».
L'any 2000 a Saint-Martin-d'Audouville hi havia 14 explotacions agrícoles que ocupaven un total de 260 hectàrees.

## Poblacions més properes
El següent diagrama mostra les poblacions més properes.